# 福尔考什尤克
福尔考什尤克，是匈牙利包尔绍德-奥包乌伊-曾普伦州所辖的一个村。总面积5.64平方公里，总人口1778，人口密度315.2人/平方公里（2011年1月1日）。